# Mistrzostwa Świata w Saneczkarstwie 2009
41. Mistrzostwa świata w saneczkarstwie 2009 odbyły się w dniach 1 - 8 lutego 2009 roku w amerykańskim Lake Placid. W tym mieście mistrzostwa odbyły się po raz drugi, wcześniej najlepsi saneczkarze walczyli tu o medale w 1983 roku.

## Arena zmagań
Pierwszy tor zjazdowy w Lake Placid stworzono na potrzeby Zimowych Igrzysk Olimpijskich w 1932 roku. Kilkakrotnie odbywały się tu mistrzostwa świata w bobslejach i skeletonie. Do 1997 roku był to jedyny sztuczny tor lodowy w USA. Wtedy to otworzono tor w Park City.
Tor ma w zależności 20 (bobsleje, skeleton mężczyzn, saneczkarstwo mężczyzn), 19 (skeleton) lub 17 zakrętów (saneczkarstwo kobiet i dwójek). Długość to 1455 metrów.

## Terminarz
| Data          | Miejscowość | Konkurencja      | Złoto                                                                          | Srebro                                                                 | Brąz                                                         |
| ------------- | ----------- | ---------------- | ------------------------------------------------------------------------------ | ---------------------------------------------------------------------- | ------------------------------------------------------------ |
| 6 lutego 2009 | Lake Placid | Dwójki mężczyzn  | Włochy Gerhard Plankensteiner · Oswald Haselrieder                             | Niemcy André Florschütz · Torsten Wustlich                             | Stany Zjednoczone Mark Grimmette · Brian Martin              |
| 6 lutego 2009 | Lake Placid | Jedynki kobiet   | Erin Hamlin                                                                    | Natalie Geisenberger                                                   | Natalija Jakuszenko                                          |
| 7 lutego 2009 | Lake Placid | Jedynki mężczyzn | Felix Loch                                                                     | Armin Zöggeler                                                         | Daniel Pfister                                               |
| 8 lutego 2009 | Lake Placid | Drużynowe        | Niemcy Felix Loch · Natalie Geisenberger · André Florschütz · Torsten Wustlich | Austria Daniel Pfister · Nina Reithmayer · Peter Penz · Georg Fischler | Łotwa Guntis Rēķis · Maija Tīruma · Andris Šics · Juris Šics |

## Wyniki

### Dwójki mężczyzn
- Data / Początek: Piątek, 6 lutego 2009 / 15:00, 16:20 CET

| Pozycja | Zawodniczka                               | Narodowość | Czas     | Strata    |
| ------- | ----------------------------------------- | ---------- | -------- | --------- |
|         | Gerhard Plankensteiner/Oswald Haselrieder | ITA        | 1:27.401 |           |
|         | André Florschütz/Torsten Wustlich         | GER        | 1:27.458 | + 0.057 s |
|         | Mark Grimmette/Brian Martin               | USA        | 1:27.611 | + 0.210 s |
| 4.      | Christian Oberstolz/Patrick Gruber        | ITA        | 1:27.881 | + 0.480 s |
| 5.      | Patric Leitner/Alexander Resch            | GER        | 1:27.458 | + 0.591 s |

### Jedynki kobiet
- Data / Początek: Piątek, 6 lutego 2009 / 19:00, 20:45 CET

| Pozycja | Zawodniczka          | Narodowość | Czas     | Strata    |
| ------- | -------------------- | ---------- | -------- | --------- |
|         | Erin Hamlin          | USA        | 1:28.098 |           |
|         | Natalie Geisenberger | GER        | 1:28.285 | + 0.187 s |
|         | Natalija Jakuszenko  | UKR        | 1:28.334 | + 0.236 s |
| 4.      | Alex Gough           | CAN        | 1:28.615 | + 0.517 s |
| 5.      | Julia Clukey         | USA        | 1:28.622 | + 0.524 s |

### Jedynki mężczyzn
- Data / Początek: Sobota, 7 lutego 2009 / 18:15, 20:30 CET

| Pozycja | Zawodniczka       | Narodowość | Czas     | Strata    |
| ------- | ----------------- | ---------- | -------- | --------- |
|         | Felix Loch        | GER        | 1:44.336 |           |
|         | Armin Zöggeler    | ITA        | 1:44.549 | + 0.213 s |
|         | Daniel Pfister    | AUT        | 1:45.037 | + 0.701 s |
| 4.      | Albert Diemczenko | RUS        | 1:45.208 | + 0.872 s |
| 5.      | Jan Eichhorn      | GER        | 1:45.226 | + 0.890 s |

### Drużynowe
- Data / Początek: Niedziela, 8 lutego 2009 / 17:00 CET

| Pozycja | Drużyna                                                                   | Narodowość | Czas     | Strata    |
| ------- | ------------------------------------------------------------------------- | ---------- | -------- | --------- |
|         | Felix Loch/Natalie Geisenberger/André Florschütz/Torsten Wustlich         | GER        | 2:39.630 |           |
|         | Daniel Pfister/Nina Reithmayer/Peter Penz/Georg Fischler                  | AUT        | 2:41.140 | + 1.510 s |
|         | Guntis Rēķis/Maija Tīruma/Andris Šics/Juris Šics                          | LVA        | 2:42.499 | + 2.869 s |
| 4.      | Armin Zöggeler/Sandra Gasparini/Gerhard Plankensteiner/Oswald Haselrieder | ITA        | 2:42.994 | + 3.364 s |
| 5.      | Jozef Ninis/Veronika Sabolová/Jan Harnis/Branislav Regec                  | SVK        | 2:43.521 | + 3.891 s |

## Klasyfikacja medalowa
| Miejsce | Państwo           |   |   |   | Razem |
| ------- | ----------------- | - | - | - | ----- |
| 1.      | Niemcy            | 2 | 2 | 0 | 4     |
| 2.      | Włochy            | 1 | 1 | 0 | 2     |
| 3.      | Stany Zjednoczone | 1 | 0 | 1 | 2     |
| 4.      | Austria           | 0 | 1 | 1 | 2     |
| 5.      | Ukraina           | 0 | 0 | 1 | 1     |
| 5.      | Łotwa             | 0 | 0 | 1 | 1     |